# Zoo d'Anvers
Le zoo d’Anvers (en néerlandais : Zoo Antwerpen, stylisé « ZOO Antwerpen ») est un parc zoologique belge flamand situé dans le quartier de la gare de la ville d’Anvers. Il est la propriété de la Société Royale de Zoologie d'Anvers (nl), qui l'administre, au même titre que le parc de Planckendael.
Fondé le 21 juillet 1843, il s’agit du plus ancien parc animalier du pays.
Membre permanent de l'Association européenne des zoos et aquariums, il s'engage dans la conservation ex situ en participant à des programmes européens pour les espèces menacées (EEP et ESB), dont il en coordonne six.
En 2014, le parc a accueilli 900 000 visiteurs.

## Historique

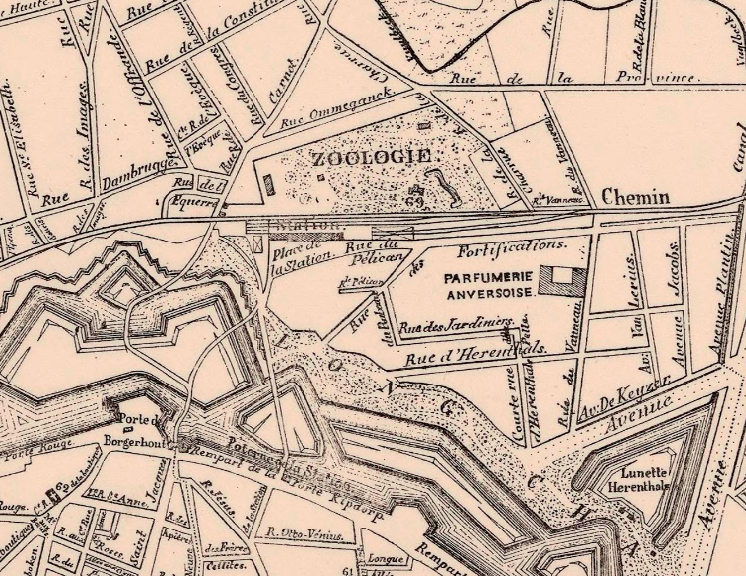
Extrait plan d'Anvers réalisé peu de temps après la création du Zoo derrière la nouvelle station du chemin de fer.

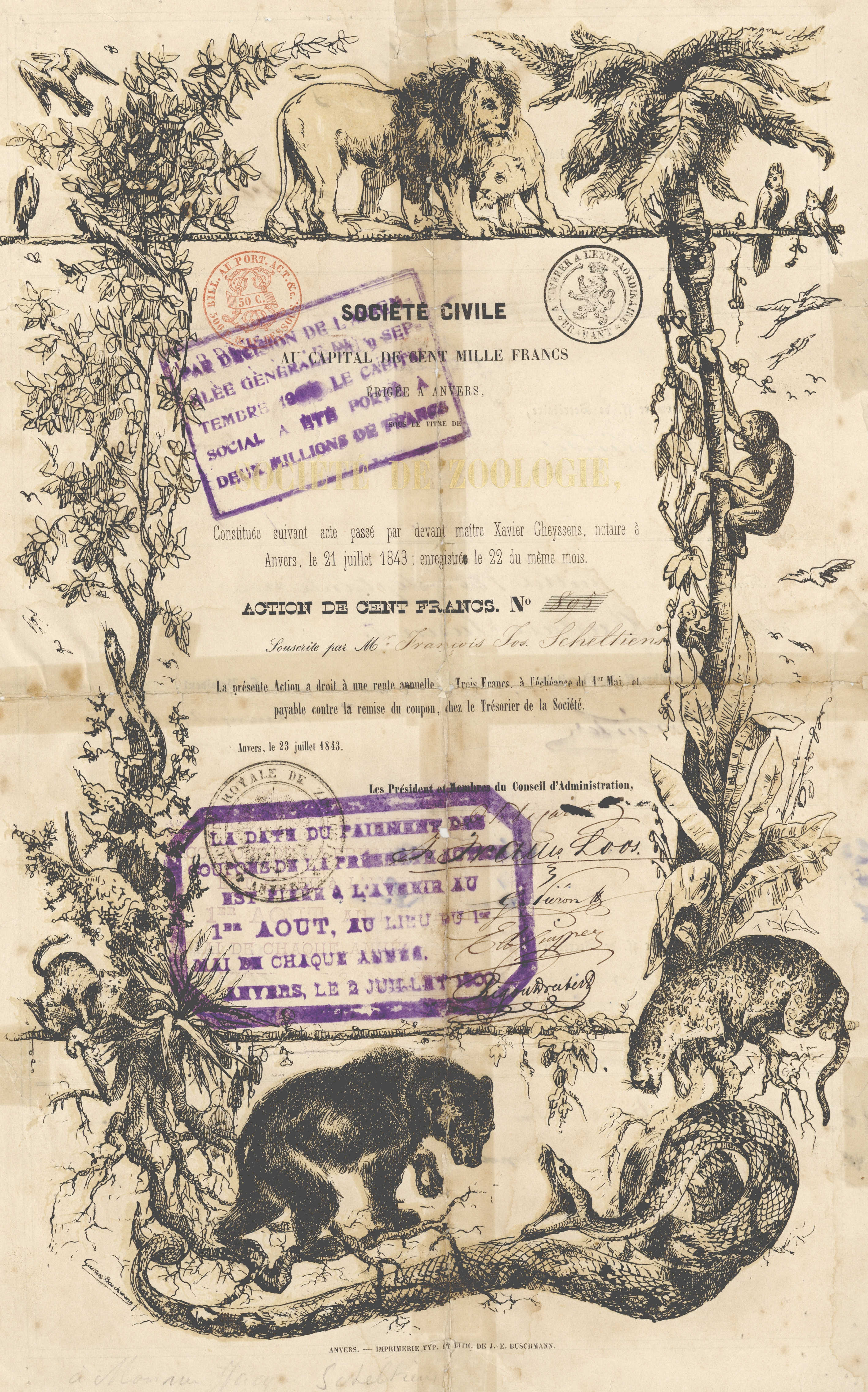
Action du Zoo d'Anvers en date du 23 juillet 1843

Depuis sa création, le parc est contrôlé par la Société Royale de Zoologie d'Anvers. Il fut à l’origine créé pour encourager les sciences zoologiques et botaniques. Son premier directeur fut le scientifique Jacques Kets (1785-1865). Le bâtiment contenant les collections d’histoire naturelle a été ouvert en 1844.
Le zoo encourage la protection de la nature en réalisant des expositions éducatives et ludiques relatives à différents thèmes scientifiques et culturels.
Le parc, qui avait à ses débuts une taille de moins de 2 hectares, a actuellement une superficie d’environ 10 hectares. Il est prévu que le parc soit agrandi d’environ 10 % par rapport à sa superficie actuelle. On y a construit de multiples bâtiments depuis sa création comme le Temple égyptien (1856) et le bâtiment des antilopes de style mauresque (1861).
Lors de la reddition d'Anvers par les Allemands en septembre 1944, les 6 000 hommes de la garnison furent conduits au zoo et furent emprisonnés dans les cages vides : "la population affamée en avait mangé les animaux".
Après la Seconde Guerre mondiale, le zoo a évolué en fonction des nouvelles normes et des nouveaux besoins. On y construisit :
- Le bâtiment des primates (1958);
- Le Nocturama pour les animaux nocturnes (1968) ;
- Le bâtiment des reptiles (1973) rénové en 2006 ;
- Le monde glacé (1997) ;
- Le Hippotopia (2003) ;
- Le Hati Mahal (éléphants) ;
- Un aquarium.

Le parc animalier fut classé comme monument protégé en 1983 et a remporté le prix 2007 du meilleur zoo du XIXe siècle.

## Installations et faune présentée

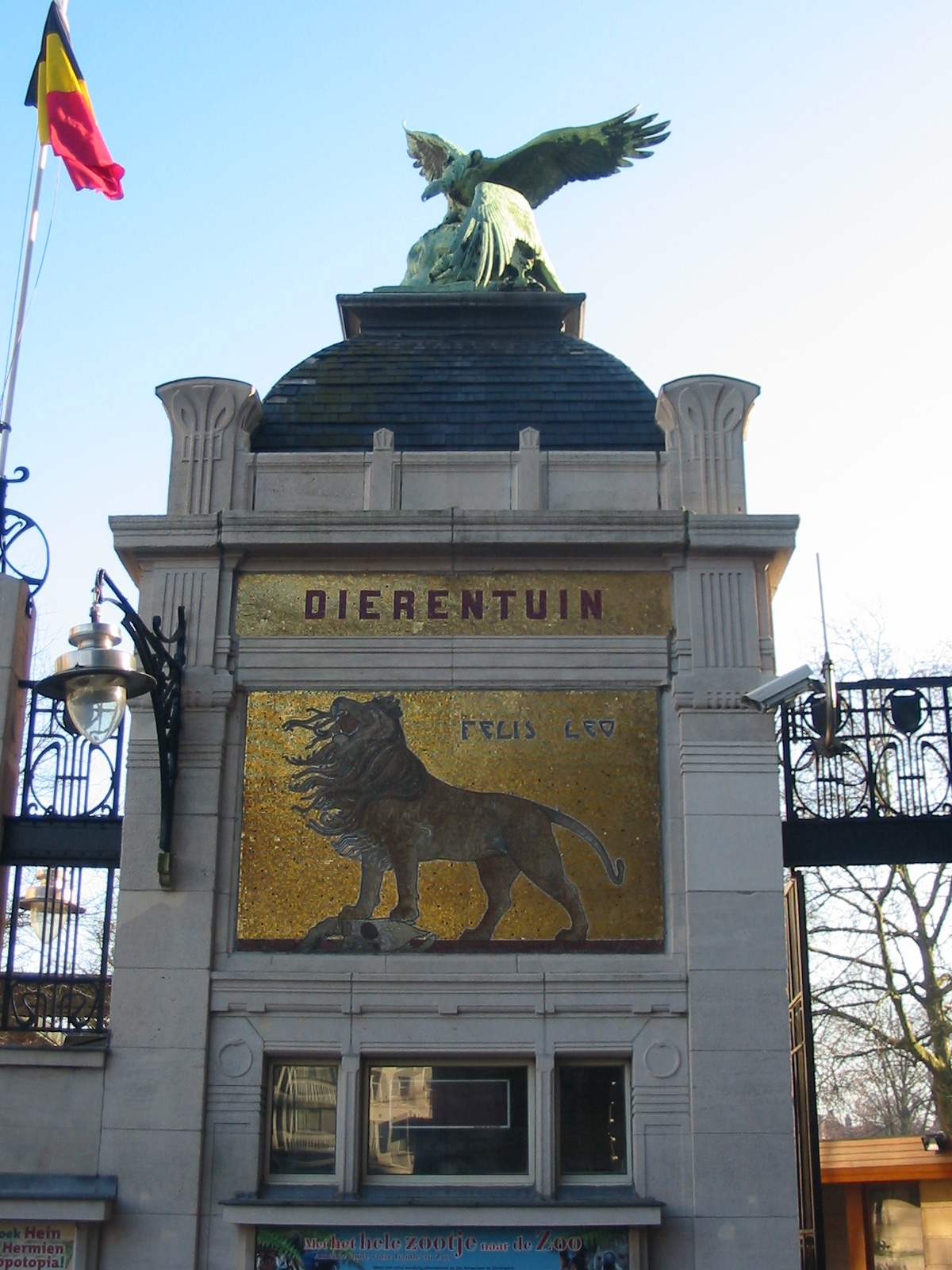
L’entrée du zoo

Le zoo abrite plus de 5 000 animaux provenant d’environ 950 espèces originaires du monde entier.
- Manchots : manchot royal, gorfou sauteur et gorfou doré ;
- Lions de mer avec spectacle ;
- Crocodiles ;
- Zèbres, lions, girafes ;
- Buffles…

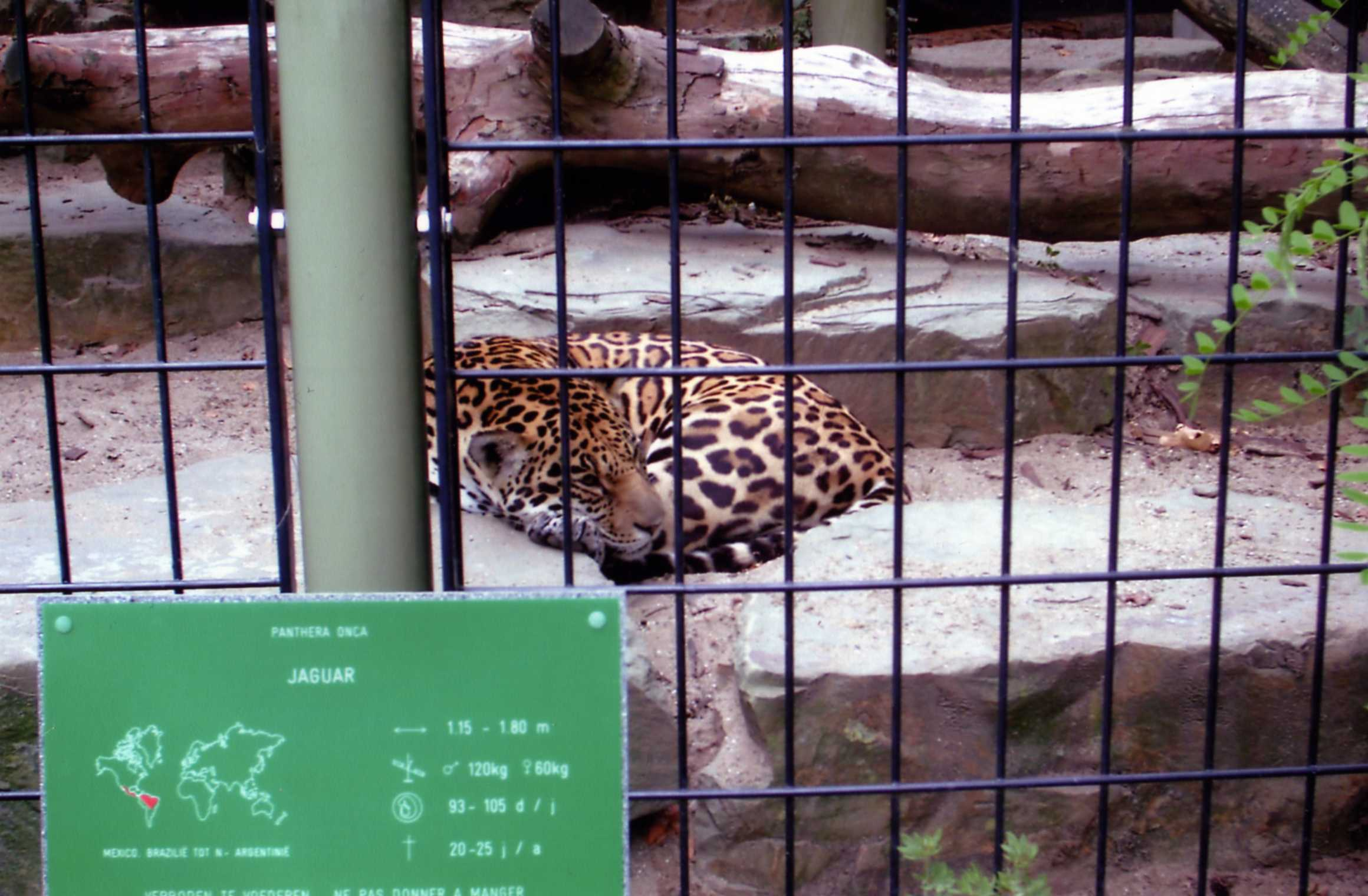
Un jaguar
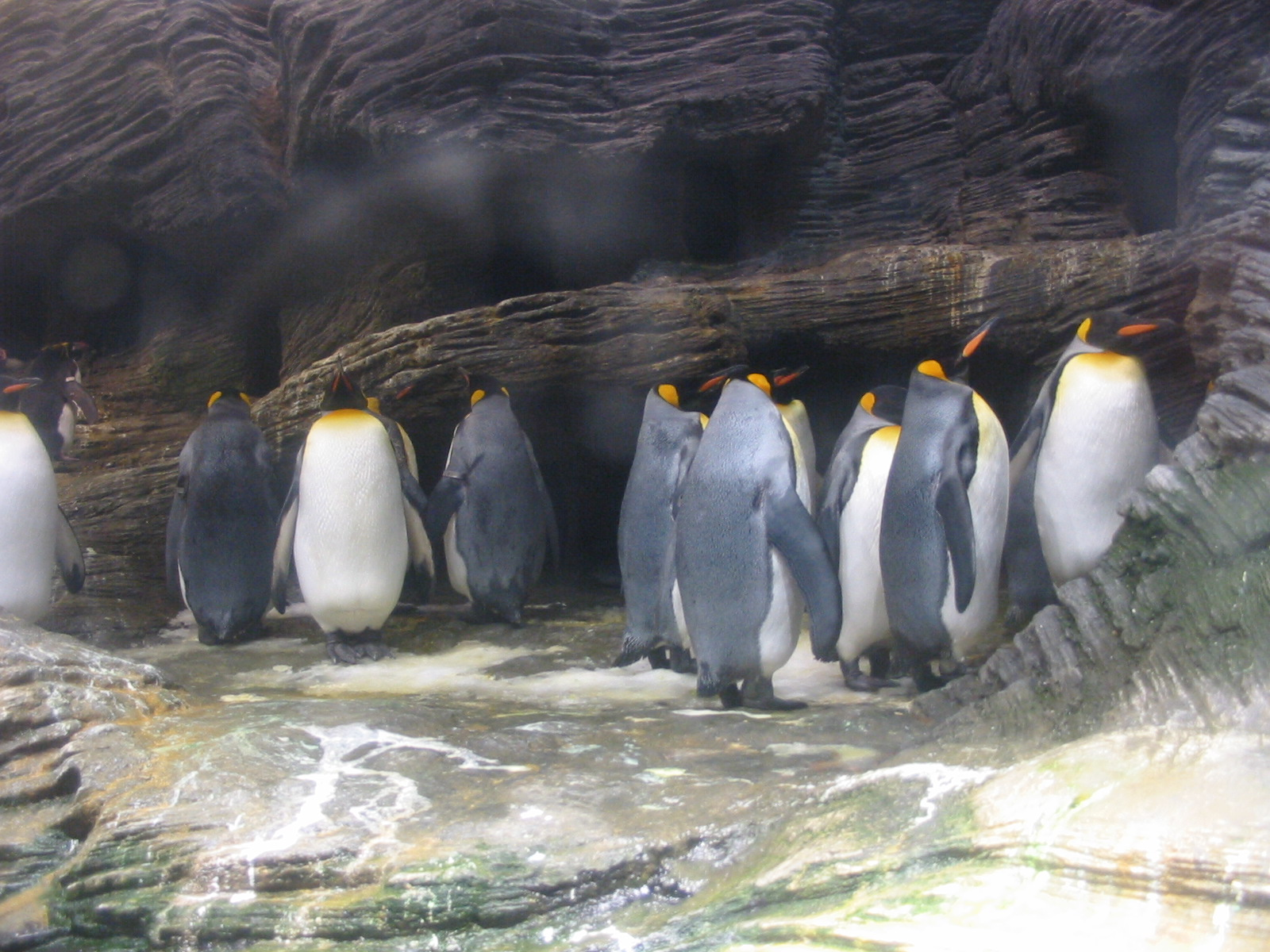
Le manchot royal dans son parc réfrigéré
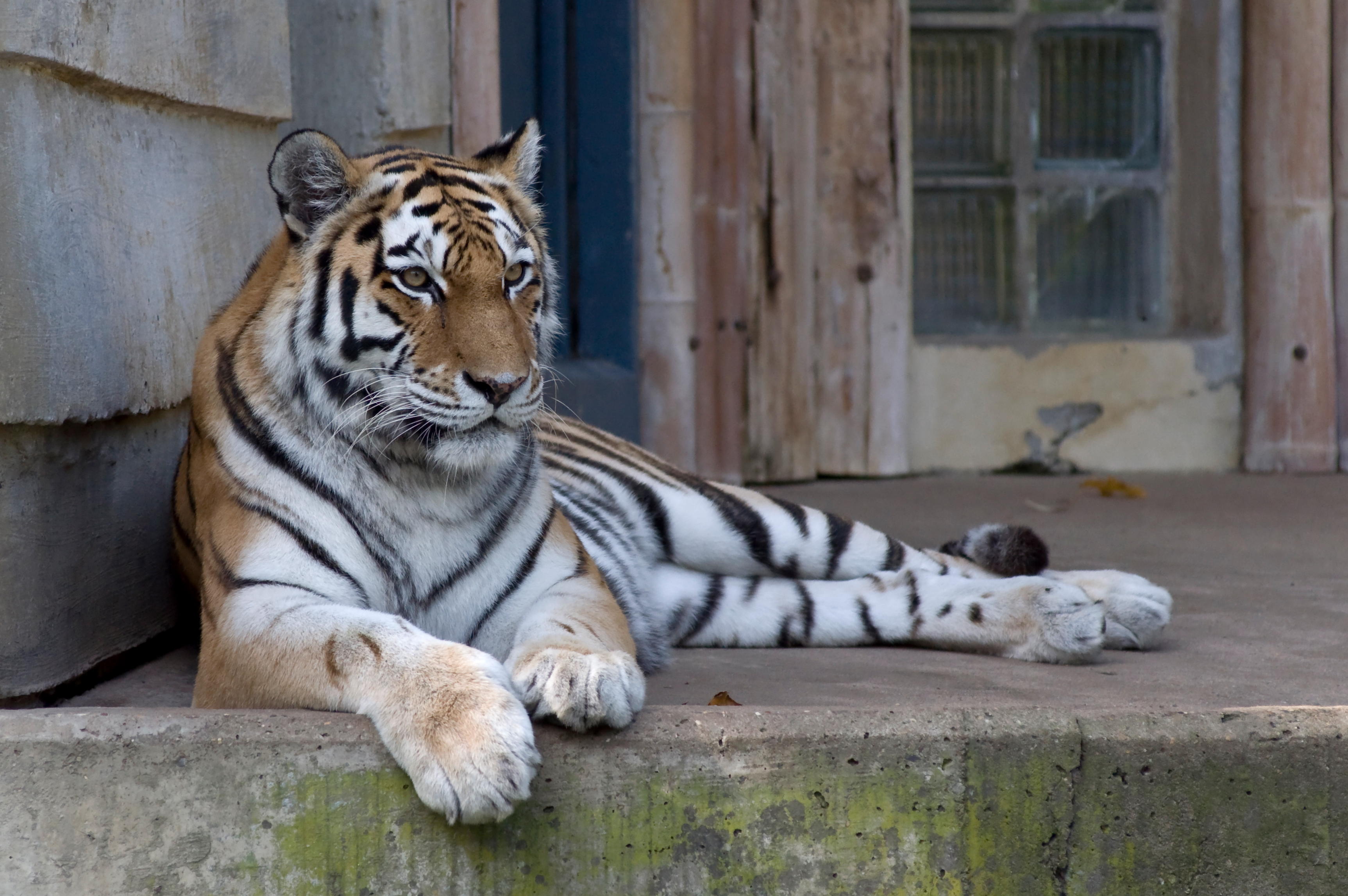
Un tigre de Sibérie au zoo d'Anvers

## Conservation
Le zoo est impliqué dans différents programmes de préservation d’espèces menacées de disparition (cheval de Przewalski, Loutre d'Europe…).
Le zoo est coordinateur de 4 programmes européens pour les espèces menacées (EEP) dédiés au tamarin lion à tête dorée (espèce classée en danger par l'UICN), au bonobo (en danger), à l'okapi (en danger) et au paon du Congo (vulnérable). Il coordonne également 2 studbooks européens (ESB) dédiés au ara militaire (vulnérable) et au touraco de Fischer (quasi menacé),

## Économie et fréquentation
La fréquentation atteint en 2004 un total de 950 000 visiteurs.
En 2014, le parc a accueilli 900 000 visiteurs.

## Domaines et parcs affiliés
La Société Royale de Zoologie d'Anvers (nl) administre également d'autres parcs :
- La réserve naturelle De Zegge à Geel depuis 1952 (96 ha).
- Le parc animalier de Planckendael près de Malines depuis 1956 (40 ha).
- Le Serpentarium à Blankenberge aujourd'hui fermé. Le zoo d'Anvers et celui de Planckendael depuis recueillent les animaux de l'ancien parc.
- L'aquarium Aquatopia aujourd'hui fermé. Le zoo d'Anvers a depuis, recueilli la plupart des animaux.